# Corazón solitario
Corazón solitario és una pel·lícula espanyola en coproducció amb França dirigida per Francesc Betriu i Cabeceran en 1973. Es tracta d'un melodrama dirigit amb tendresa i un sentit de l'humor subtil.

## Sinopsi
Antonio, un home solter senzill i incaut, frisós per tenir parella, rep la visita d'una noia que ha conegut a través d'un consultori sentimental. Ell es desviu per ella, però ella només pensa en triomfar com a artista.

## Repartiment
- La Polaca - Rocío
- Jacques Dufilho - Antonio
- Máximo Valverde - Juan Francisco, 'El Legionario'
- José María Prada - Veu d'Antonio
- Queta Claver - Lolita
- Luis Ciges - Luciano
- Manuel Alexandre - Cotet, el cec

## Premis
Premi Sant Jordi de Cinematografia 1974
| Categoria                   | Nominats                    | Resultat   |
| --------------------------- | --------------------------- | ---------- |
| Millor pel·lícula espanyola | Millor pel·lícula espanyola | Guanyadora |

Medalles del Cercle d'Escriptors Cinematogràfics
| Any  | Categoria     | Nominat          | Resultat  |
| ---- | ------------- | ---------------- | --------- |
| 1972 | Millor música | Carmelo Bernaola | Guanyador |